# Goniapteryx tullia
Goniapteryx tullia là một loài bướm đêm trong họ Erebidae.